# Thomas B. Reverdy
Pour les articles homonymes, voir Reverdy.
Thomas B. Reverdy est un romancier français né en 1974.

## Biographie
Au cours de ses études de lettres à l'université, Thomas Reverdy travaille sur Antonin Artaud, Roger Gilbert-Lecomte et Henri Michaux. Il participe aussi à cette époque à la revue La Femelle du requin, dont il dirige la publication du numéro 4 au numéro 12. Il obtient l'agrégation de lettres modernes en 2000. Il enseigne depuis au lycée Jean-Renoir en Seine-Saint-Denis. Il raconte cette expérience de professeur dans Le Lycée de nos rêves, coécrit avec Cyril Delhay, alors responsable du programme « Convention d'éducation prioritaire » à Sciences Po.
Ses trois premiers romans, La Montée des eaux (Seuil, 2003), Le Ciel pour mémoire (Seuil, 2005) et Les Derniers Feux (Seuil, 2008 – prix Valery-Larbaud), constituent une sorte de cycle poétique. Ils abordent les thèmes du deuil, de l'amitié et de l'écriture.
En 2010, L'Envers du monde rompt avec cette veine autobiographique en proposant une intrigue policière aux implications morales et philosophiques, dans le New York de l'après 11-septembre. L'ouvrage obtient l'année suivante le prix François-Mauriac.
Publié en août 2013, Les Évaporés, est retenu dans la sélection finale du prix du roman Fnac, dans la sélection du prix Goncourt et dans celle du Prix Décembre. Il est couronné la même année par le grand prix Thyde Monnier de la Société des gens de lettres (SGDL), et en 2014 par le prix Joseph-Kessel,.
En 2015, son roman, Il était une ville, est retenu dans la sélection Goncourt et obtient le Prix des libraires en 2016.

## Œuvre
- La Montée des eaux, Seuil, 2003
- Le Ciel pour mémoire, Seuil, 2005

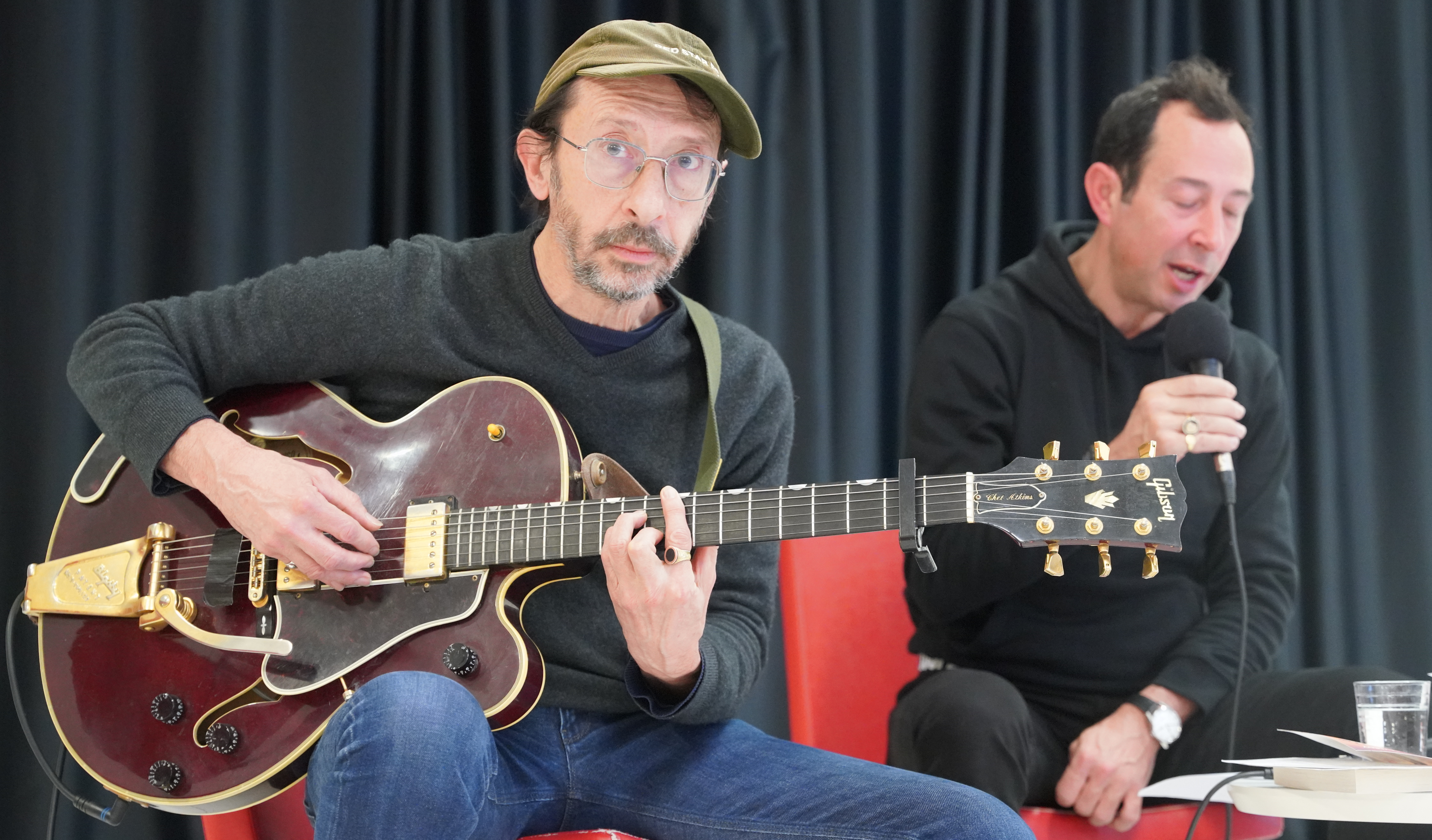
Lors d'une lecture musicale avec J. P. Nataf.

- Les Derniers Feux, Seuil, 2008 – Prix Valery-Larbaud 2008
- Le Lycée de nos Rêves, Hachette Littérature, 2008 (avec Cyril Delhay)
- Collection irraisonnée de préfaces à des livres fétiches, Intervalles, 2009 (collectif. Direction avec Martin Page)
- L'Envers du monde, Seuil, 2010 – Prix François-Mauriac[2] 2011
- Les Évaporés, Flammarion, 2013 – Grand prix Thyde-Monnier de la Société des gens de lettres 2013[4] ; Prix de la Page 112 en 2013[8] ; prix Joseph-Kessel 2014[5],[6]
- Il était une ville, Flammarion, 2015 – Prix des libraires 2016 ; prix Escale du livre 2016[9]
- Jardin des colonies, Flammarion, 2017 (avec Sylvain Venayre)
- L'Hiver du mécontentement, Flammarion, 2018 - Prix Interallié 2018
- Climax, Flammarion, 2021
- Le grand secours, Flammarion, 2023
- 6 avenue George V, Flammarion, 2025